# Listă de filme de animație din anii 1910 - anii 1930
Aceasta este o listă de filme de animație înainte de 1940.
| Titlu                                                            | Țara                                      | Regizor                                                                             | Studio                  | Tehnici de animație | Note         |
| 1917                                                             |                                           |                                                                                     |                         |                     |              |
| The Apostle El Apóstol                                           | Argentina                                 | Quirino Cristiani                                                                   |                         | Traditional/Cutout  | film pierdut |
| 1918                                                             |                                           |                                                                                     |                         |                     |              |
| Without a Trace Sin dejar rastros                                | Argentina                                 | Quirino Cristiani                                                                   |                         | Traditional/Cutout  | film pierdut |
| 1926                                                             |                                           |                                                                                     |                         |                     |              |
| The Adventures of Prince Achmed Die Abenteuer des Prinzen Achmed | Germania                                  | Lotte Reiniger                                                                      |                         | Siluete             |              |
| 1931                                                             |                                           |                                                                                     |                         |                     |              |
| Peludo City Peludópolis                                          | Argentina                                 | Quirino Cristiani                                                                   |                         | Traditional/Cutout  | film pierdut |
| 1935                                                             |                                           |                                                                                     |                         |                     |              |
| The New Gulliver Novyy Gullivyer                                 | Uniunea Republicilor Sovietice Socialiste | Aleksandr Ptushko                                                                   |                         | Stop motion         |              |
| 1937                                                             |                                           |                                                                                     |                         |                     |              |
| The Seven Ravens Die sieben Raben                                | Germania Nazistă                          | Ferdinand Diehl Hermann Diehl                                                       |                         | Stop motion         |              |
| Albă ca Zăpada și cei șapte pitici                               | Statele Unite ale Americii                | David Hand William Cottrell Wilfred Jackson Larry Morey Perce Pearce Ben Sharpsteen | Walt Disney Productions | Traditional         |              |
| The Tale of the Fox Le Roman de Renard                           | Franța · Germania Nazistă                 | Ladislas Starevich                                                                  |                         | Stop motion         |              |
| 1939                                                             |                                           |                                                                                     |                         |                     |              |
| Gulliver's Travels                                               | Statele Unite ale Americii                | Dave Fleischer                                                                      | Fleischer Studios       | Tradițional         |              |